# حزب الأمة المغربي
حزب الأمة هو حزب سياسي مغربي ذو توجهات إسلامية تأسس من جانب واحد بعد رفض جل محاولات تأسيسه من قبل الدولة المغربية.

## مسيرة التأسيس

### أولا: المرحلة الأولى للتأسيس
ـ 3 نونبر 2006: ثلاثة من أعضاء الهيئة التأسيسية لحزب الأمة يودعون ملف تأسيس حزب الأمة (مشروع البرنامج السياسي ومشروع النظام الأساسي ولائحة أعضاء الهيئة التأسيسية لحزب الأمة بالإضافة إلى تصريح بتأسيس حزب سياسي موقع و مصادق عليه) لدى المديرية المختصة بتلقي ملفات تأسيس الأحزاب السياسية بوزارة الداخلية.
ـ 15 نونبر 2006: الأعضاء المصرحون يستكملون تسليم باقي الوثائق المتعلقة بالهيئة التأسيسية في لقاء مع المدير المسؤول بالمديرية المختصة بوزارة الداخلية.
•	في هذا اللقاء عبر المسؤول عن رغبة الدوائر المختصة في التعرف عن موقف الحزب من موضوع العلاقة بين الديني والسياسي. وفي الأسبوع الموالي، الحزب يسلم ورقة جامعة للمسؤولين بالمديرية المذكورة أعلاه حول مقاربة الحزب للموضوع.
ـ 15 نونبر 2006: الأجهزة الأمنية ورجال السلطة وأعوانها يشرعون في الاتصال بأعضاء الهيئة التأسيسية على الصعيد الوطني قصد التأكد من هوياتهم.
ـ 15 يناير 2007: تاريخ استيفاء الآجال القانونية المنصوص عليها في المادة 9 من قانون الأحزاب، الحزب يجري اتصالا هاتفيا بالمصالح المختصة بوزارة الداخلية لمعرفة مآل ملف التأسيس لحزب الأمة دون تلقي أي رد إيجابي.
ـ 19 يناير 2007: اللجنة التحضيرية لحزب الأمة تصدر بلاغا إخباريا إلى الرأي العام الوطني بتأسيس الحزب.
ـ 11 فبراير 2007: اللجنة التحضيرية لحزب الأمة تعلن في بلاغ صحفي انطلاق ترتيبات عقد المؤتمر التأسيسي للحزب.
```
ـ 29 مارس 2007 : 
```

•	مجموعة من الأحزاب السياسية والهيئات والمنظمات والفعاليات السياسية والحقوقية والمدنية تجتمع بمقر النقابة الوطنية للصحافة المغربية، وتشكل لجنة وطنية لدعم حزب الأمة من أجل الحصول على الوصل القانوني.
ـ 5 أبريل 2007: لجنة المتابعة المنبثقة عن اللجنة التحضيرية لحزب الأمة تصدر بلاغا إخباريا تشكر فيه الأحزاب السياسية والهيئات والمنظمات والفعاليات السياسية والحقوقية والمدنية المشكلة للجنة الوطنية لدعم حزب الأمة من أجل الحصول على الوصل القانوني وتدعو السلطات، من جديد، إلى الإسراع في تسليم الحزب الوصل القانوني.
ـ 10 مايو 2007 وجه فريق التحالف الاشتراكي بمجلس النواب سؤال كتابي إلى وزير الداخلية حول الأسباب الكامنة وراء عدم منح الوصل القانوني لحزب الأمة.
ـ 15 مايو 2007:السكرتارية المنبثقة عن اللجنة الوطنية لدعم حزب الأمة من أجل الحصول على الوصل القانوني تنظم ندوة صحفية لإخبار الرأي العام حول مستجدات الموضوع والخطوات التي تعتزم القيام بها مستقبلا.
ـ 18 مايو 2007:السكرتارية المنبثقة عن اللجنة الوطنية لدعم حزب الأمة تنفذ الخطوة الأولى من البرنامج المعلن بالذهاب إلى وزارة الداخلية للقاء المسؤولين هناك الذين أنكروا علمهم بمراسلة اللجنة. اللقاء لم يحمل أي جديد سوى إنكار إيداع الحزب لملف التأسيس واتفق الطرفان على عقد لقاء جديد في الأسبوع الموالي.
ـ 25 مايو 2007: السكرتارية المنبثقة عن اللجنة الوطنية لدعم حزب الأمة تلتقي مجددا بممثلي وزارة الداخلية. اللقاء حقق تقدما بسيطا من خلال التوصل إلى مشروع اتفاق يقضي بتقديم تصريح جديد مع نسخ من ملفات الهيئة التأسيسية المودع سابقا والذي تنكر السلطات تسلمه على أن يتم حل المشكل في 10 أيام على أبعد تقدير.
ـ 29 مايو 2007: أعضاء من الحزب بمعية السكرتارية المنبثقة عن اللجنة الوطنية لدعم حزب الأمة يعقدون لقاء مع ممثلي وزارة الداخلية على قاعدة ما تم التوصل إليه. لكن يفاجأ الجميع بخطاب جديد يقضي بأن يتم الإيداع مجددا بتصريح جديد ونسخ من ملفات الهيئة التأسيسية بدون تقديم أية ضمانات كما التزموا بذلك في اللقاء السابق.
ـ 31 مايو 2007:
•	حزب الأمة يعقد ندوة صحفية يطلع فيها الرأي العام على تطورات ملفه القانوني بالإضافة إلى قرار تنظيم المؤتمر التأسيسي.
ـ يونيو 2007 :
•	في إطار الدفاع عن الحريات السياسية للمواطنين المغاربة وترسيخ دولة الحق والقانون والديمقراطية وجه فريق العدالة والتنمية سؤالا شفويا لوزير الداخلية حول عدم تمكين حزب الأمة من الوصل القانوني.
ـ 03 يونيو 2007:
•	حزب الأمة يعقد مؤتمره التأسيسي بمقر الحزب الاشتراكي الموحد وهو أحد أعضاء اللجنة الوطنية لدعم حزب الأمة. والجدير بالذكر أن الحزب كان قد تقدم بطلب للهيئات المشكلة للجنة الدعم بتمكينه من مقر لعقد مؤتمره التأسيسي وقد وقع اختيار مقر الحزب الاشتراكي الموحد لأنه المكان الأكثر استيعابا لعدد المؤتمرين نسبيا.
•	المؤتمر التأسيسي ينتخب الأمين العام وأعضاء المجلس الوطني.
•	المجلس الوطني يأتلف في دورته الأولى وينتخب رئيسه ونائبه وباقي أعضاء الأمانة العامة بالإضافة إلى أعضاء اللجنة الوطنية للمحاسبة وأعضاء لجنة التحكيم والتأديب.
ـ 17 يونيو 2007:
•	الأمانة العامة تعقد لقاءها الأول وتوزع المهام بين أعضاءها وتنتخب مسؤولي اللجان الوظيفية ومسؤولي قطاع الشباب والقطاع النسائي وترسم مسارات التحرك المختلفة على طريق انتزاع الحق في التعبير والتنظيم. وتصدر بلاغا صحفيا بالمناسبة.
ـ 29 يونيو 2007:
•	تقدم كل من أمين عام حزب الأمة بمعية رئيس مجلسه الوطني وبمؤازرة أحد المحامين إلى وزارة الداخلية بطلب إيداع ملف المؤتمر التأسيسي لحزب الأمة إلا أن الدوائر المختصة رفضت الاستلام. الأمانة العامة تصدر بلاغا صحفيا بالمناسبة تندد فيه باستمرار منطق التعليمات والتطاول على القانون.
ـ 01 يوليوز 2007: المجلس الوطني يعقد لقاءه الأول ويناقش مهام المرحلة القانونية والسياسية والتنظيمية ويقرر برنامجا متكاملا للتحرك على الجبهة القانونية والسياسية والتنظيمية والنضالية بالإضافة إلى المشاركة في انتخابات 07 شتنبر 2007.
ـ 02 يوليوز 2007: محامي الحزب يرسل ملف المؤتمر التأسيسي لوزارة الداخلية عبر البريد المضمون مع الإشعار بالتوصل.
ـ 10 يوليوز 2007: حزب الأمة يطلق عريضة شعبية من أجل دعم حقه في الحصول على الوصل القانوني ويصدر بلاغا ونداء في الموضوع.
ـ 28 غشت 2007: حزب الأمة يتوصل، في شخص وكيله، بمقال افتتاحي من المحكمة الإدارية بالرباط لفائدة وزير الداخلية يطلب هذا الأخير بمقتضاه إبطال تأسيس حزب الأمة. وقد حددت جلسة الاستماع والحكم يوم الثلاثاء 04-09-2007 على الساعة العاشرة صباحا.

### ـ 30 غشت 2007
بشكل مفاجئ، وكيل حزب الأمة يتوصل مجددا يوم الخميس 30-08-2007 على الساعة الرابعة مساء من المحكمة الإدارية بدعوة تحدد تاريخ يوم الجمعة 31-08-2007 على الساعة العاشرة صباحا كموعد جديد للجلسة بالرغم من أن المدة الفاصلة بين استلام الدعوة وموعد الجلسة الجديد لا تتجاوز 24 ساعة.
ـ 31 غشت 2007:
•	القاضي رئيس جلسة 31 غشت 2007 يستجيب لملتمس دفاع حزب الأمة، ويحدد يوم الخميس 13-09-2007 موعدا جديدا لجلسة الاستماع.
ـ 13 شتنبر 2007:
•	القاضي رئيس جلسة 13 شتنبر 2007 يستجيب لملتمس دفاع حزب الأمة، ويقرر تأجيل موعد جلسة الاستماع إلى يوم الخميس 18 أكتوبر 2007.
ومن يومها والملف في ردها المحكمة الإدارية وخاصة مع الاعتقال السياسي الذي تعرض له أمين عام حزب الأمة.

### مرحلة اعتقال أمين عام حزب الأمة
ـ 18 فبراير 2008: محمد المرواني، الأمين العام لحزب الأمة، يتعرض للاعتقال التعسفي. ويأتي هذا الحدث في الوقت الذي يخلد فيه الحزب الذكرى السنوية الأولى للإعلان عن تأسيسه (19 فبراير2007) وينتظر قرار المحكمة الإدارية لإنصافه في الدعوى القضائية التي رفعتها وزارة الداخلية ضد الحزب لإبطال تأسيسه.
ـ الثلاثاء 19 فبراير 2008:أصدرت الأمانة العامة لحزب الأمة بيانا تندد فيه بشدة باعتقال أمينها العام وتستغرب لتزامن ذلك مع الذكرى الأولى للإعلان عن تأسيس حزب الأمة.
ـ الأربعاء 20 فبراير 2008:أصدرت الحركة من أجل الأمة بيانا طالبت فيه بضرورة الإطلاق الفوري لسراح الأخوة المعتقلين، بدل استغلال «قانون مكافحة الإرهاب» لضرب كل قوى الممانعة والنضال السلمي الديمقراطي، ولترويع الأبرياء. كما أكدت فيه على ثوابتها في العمل الدعوي والتربوي والثقافي على أساس:
-	العمل في إطار الشرعية الدستورية والقانونية بالمغرب؛
-	الوضوح العقائدي والفكري في إطار المذهب المالكي والعقيدة الاشعرية؛ التدافع السلمي المدني في تدبير الاختلاف وتوسل الأساليب السلمية في القول والعمل؛
-	الاعتماد على الآلية الديمقراطية في العلاقات الداخلية للحركة وفي العلاقة بالآخر؛.
-	الاستقلالية في اتخاذ القرارات وتحديد العلاقات؛
-	الانفتاح على كل الفعاليات والهيئات الراغبة في التعاون معها على الخير والصالح العام؛
-	تبنى خطاب الإيجابية، ولا نجد أنفسنا في أطروحات العدمية، ونرى أن بلادنا بحاجة إلى خطاب يقوم على بعث الأمل في الإصلاح والتغيير بدل نشر ثقافة اليأس والإحباط.
-	نبذ كل أشكال العنف المادي والإيديولوجي، وكل أشكال الإكراه السياسي والتكفير البدعي للمخالف
ـ 20 فبراير 2008: تشكيل لجنة للدفاع عن المعتقلين السياسيين محمد المرواني، والمصطفى المعتصم، ومحمد الأمين الركالة، والعبادلة ماء العينين، وعبد الحفيظ السريتي، وحميد نجيبي. وتضم لجنة الدفاع المحامين خالد السفياني، وعبد الرحمن بعمرو، ومصطفى الرميد، وعبد الرحيم الجامعي.
ـ الأربعاء 20 فبراير 2008:
```
الجمعة 07 مارس 2008: انطلاق الاستنطاق التفصيلي مع المعتقلين بأول جلسة استنطاق، دون تمكين دفاعهم من الحصول على نسخ من محاضر البحث التمهيدي.
```

### مرحلة الاعتقال وإبطال الحزب

#### إبطال الحزب
قضت المحكمة الإدارية بالرباط في حكم قضائي بإبطال تأسيس حزب الأمة بدعوى أن مسطرة التأسيس لم تكن قانونية، مباشرة استأنف حزب الأمة هذا الحكم وأعاده إلى دواليب القضاء. في أكتوبر 2008، عقدت جلسة واحدة طالبت وزارة الداخلية منحها وقتا قصد تحضير مذكرتها الجوابية، وإلى حدود شهر مارس 2011 ظل ملف الاستئناف عالقا، حتى أضحت هذه القضية في عداد القضايا التي تتنافى معها صفة الاستعجالية المتصف بها القضاء الإداري مما يؤشر على توظيف القضاء لتصفية المعارضين السياسيين ومنع حزب الأمة من حقه في التنظيم والتعبير وطريقة التعامل مع هذا الملف أعطي دليلا مجددا على عدم استقلالية القضاء.
في 21 أبريل 2008، شكلت فعاليات سياسية وحقوقية ومدنية لجنة لدعم أمين عام حزب الأمة محمد المرواني، والمعتقلين السياسيين في ملف ما سمي بقضية بليرج
وفي 30 يونيو 2008، استأنفت هيئة دفاع حزب الأمة الحكم ضد وزارة الداخلية في أول جلسة يطلب محامي الوزارة مهلة إعداد الجواب ليستمر تجميد البت في ملف الحزب إلى غاية 17 مارس 2011 على الرغم من التنصيص في قانون الأحزاب رقم 04-36 على أنه في حالة الطعن بالاستئناف، تبت المحكمة المختصة في الأمر داخل أجل أقصاه 60 يوما.
في الخميس 16 أكتوبر 2008، نظمت اللجنة الوطنية للتضامن مع المعتقلين السياسيين الستة وقفة تضامنية مع أولئك المعتقلين أمام ملحقة الاستئناف بسلا، وقد تزامنت الوقفة مع انطلاق محاكمة المعتقلين.
ـ الجمعة 24 يوليوز 2009:
•	تم الاستماع لكلمة الأستاذ محمد المرواني الأخيرة التي ألقاه أمام هيئة القضاء.
ـ صباح الإثنين 27 يوليوز 2009:
•	عاشت ملحقة محكمة الاستئناف بسلا استنفارا لمختلف الأجهزة الأمنية بمدخل المحكمة، حيث وضعت حواجز أمنية لمنع العائلات من الدخول إلى قاعة المحكمة، كما تم التضييق على الصحافة ورجال الإعلام. ومع ذلك، غصت كل جنبات قاعة المحكمة بحضور متنوع: حقوقيون وسياسيون وعائلات كل المعتقلين ومناضلو الأحزاب المستهدفة وصحفيون ورجال أمن... بعد استئناف الجلسة توالت الكلمات الختامية للمعتقلين السياسيين. وعكس الترتيب الذي اعتمد سابقا وفق المحاضر، فقد أبقي على محمد المرواني ما قبل الأخير وذلك لحاجة في نفس هيئة القضاء ومن وراء الكامرات، الشيء الذي أكدته الطريقة التي أدار بها القاضي كلمة الأستاذ محمد المرواني حيث قاطعه على طول الكلمة وهدده بالتوقيف وطالبه بالاختصار والتصرف.
•	بعد استكمال الكلمات الختامية للمعتقلين رفعت الجلسة لعقد (المداولات النهائية)
ـ مساء الإثنين 27 يوليوز 2009:
•	مباشرة بعد حضور الإعلام المصور «قنوات تلفزية أجنبية»، وبعد أداء صلاة المغرب في جو مهيب بالهواء الطلق، انطلقت فعاليات الاحتجاج بوقفة احتجاجية صامتة أمام المحكمة وتحت أضواء الشموع.
•	إذاعة مغربية تستبق أحكام القضاء وتنشر خبر الحكم على السيد عبد القادر بليرج ب 35 سنة وأن باقي الأحكام مخففة منها البراءة لـ 11 متهما.
•	على الرغم من أن المحاكمة علنية وعمومية، فقد قررت السلطات دخول فرد واحد من عائلات المعتقلين مما سبب في مواجهات واحتجاجات طالبت بدخول الكل، فرفعت شعارات التنديد والحسبلة والدعاء على الظالمين وتدافع الجمع نحو الباب.
ـ فجر الثلاثاء 28 يوليوز 2009:
•	بعد المداولة لهيئة القضاء التي دامت 15 ساعة أصدر القاضي بنشقرون، وورقة الإدانة تهتز بين يديه المرتعشتين، أحكامه الجائرة، دون أن يسقط أي من التهم أو أن يأخذ بأي من طعون وملتمسات هيئة الدفاع، وقد أبان مسار المحاكمة عن عجز النيابة العامة في إثبات أي من التهم، كما أظهر ارتباك هيئة القضاء أمام حجج هيئة الدفاع الدامغة من جانب وتدخل وضغوط أطراف أخرى تسعى لإدانة المعتقلين السياسيين من جانب آخر. نصيب الأستاذ محمد المرواني من هذه الوصفة الجاهزة هو 25 سنة سجنا.
•	رفعت شعارات قوية وثار الكل في غضبة واحدة وبصوت واحد "حسبنا الله ونعم الوكيل" و"إذا الشعب يوما أراد الحياة فلابد أن يستجيب القدر ولا بد لليل أن ينجلي ولا بد للقيد أن ينكسر، في حين ردد محمد المرواني عبارات التكبير وهو يلوح بشارات النصر ويوزع ابتسامته على الكل مؤكدا ثباته وصموده بعد أن ردد المحتجون اسمه بشعار "المرواني يا رفيق لا زلنا على الطريق"...
ـ الإثنين 03 غشت 2009:
•	عقدت اللجنة الوطنية للتضامن مع المعتقلين السياسيين الستة ندوة صحفية أدانت فيها الأحكام الابتدائية، كما توالت البيانات التنديدية بهذه الأحكام من كل الجهات الحقوقية الوطنية والعربية والدولية.
ـ الخميس 26 نونبر 2009:
•	انطلقت بملحقة محكمة الاستئناف بسلا أول جلسة من جلسات محاكمة المعتقلين السياسيين في ما يسمى بـ«قضية بليرج». وبعد التأكد من هوية المتهمين وتسجيل المحامين المدافعين عنهم قررت هيئة المحكمة تأجيل الجلسة إلى 16 نونبر 2009.
ـ الأربعاء 17 مارس 2010:
•	قررت هيئة دفاع المعتقلين السياسيين الستة، انسحابها من المحاكمة بسبب انعدام شروط المحاكمة العادلة وبعدما رفضت هيئة المحكمة الملتمسات الأولية ورفضت الفصل العلني والأولي في الدفوعات الأولية التي تقدمت بها هيئة الدفاع.
ـ الإثنين 22 مارس 2010:
•	قرر الأمين العام لحزب الأمة وباقي المعتقلين في قضية بليرج الانسحاب من المحاكمة وخوض إضراب مفتوح عن الطعام ابتداء من يوم الاثنين 22 مارس 2010، وذلك بسبب الانتهاكات التي طالت حقوقهم من طرف جميع سلطات المتابعة، وتأكيدا على براءتهم من كل التهم الملفقة ضدهم
ـ الجمعة 16 يوليوز 2010:
- منع محمد المرواني من إلقاء كلمته الختامية أمام القضاء.
- يستمر مسلسل الانتهاك القضائي وتعلن المحكمة أحكامها الجائرة على هؤلاء المعتقلين فتم خفض العقوبة لبعضهم والاحتفاظ بالعقوبة للبعض الآخر وتلك من مفارقات هذه المحاكمة إذ كيف يتم فصل مدة العقوبات بالرغم من وحدة القضية المتابعين فيها (خلية إرهابية حسب زعمهم).
- وقد خفف الحكم الابتدائي للأستاذ محمد المرواني إلى 10 سنوات سجنا
- انطلاق تظاهرة من داخل المحكمة بشعارات تدين الأحكام، وعقد اعتصام بباب المحكمة دام قرابة 45 دقيقة.
ـ السبت 17 يوليوز 2010:
- حزب الأمة يصدر بيانا يدين فيه هذه الأحكام جملة وتفصيلا، ويعتبرها محاكمة سياسية، تم فيها توظيف القضاء من أجل تصفية حسابات سياسية.
- حزب الأمة يدين الأحكام ضد المعتقلين السياسيين في قضية بليرج
- حزب الأمة يؤكد براءة أمينه العام محمد المرواني
- جمعية عدالة تتضامن فيه مع المعتقلين السياسيين في هذا الملف
- الوسيط من أجل الديمقراطية وحقوق الإنسان - تصريح بخصوص المعتقلين السياسيين في هذا الملف
ـ 17 مارس 2011:
صدور القرر الاستئنافي رقم 731 في سرية تامة وبدون استدعاء ممثل هيئة الدفاع لحزب الأمة والقاضي بتأييد الحكم الابتدائي القاضي بإبطال تأسيس حزب الأمة لعدم تقديم أدلة كافية لإثبات واقعة تسليم الملف إلى وزارة الداخلية حسب منطوق الحكم.
ـ 18 مارس 2011 :
مناضلات ومناضلو حزب الأمة ينظمون وقفة احتجاجية أمام البرلمان بمناسبة الذكرى الثالثة لتأسيس حزب الأمة وبحضور ممثلو الهيئات الحقوقية والسياسية والفعاليات المدنية المناصرة للحزب.
ـ 14 أبريل 2011 :
إطلاق سراح أمين عام حزب الأمة بعفو خاص وباقي المعتقلين السياسيين في الملف ويتم استقبالهم من طرف رئيس المجلس الوطني لحقوق الإنسان والأمين العام بمقر المجلس .... وتستمر مسيرة النضال
ـ 8 أكتوبر 2011
حزب الأمة يقرر مقاطعة الانتخابات التشريعية المقررة بتاريخ 25 نونبر 2011 ويدعو إلى تشكيل جبهة سياسة عريضة لكل القوى المناضلة لمواصلة النضال الشعبي المدني من اجل إرساء دولة الحق والقانون
ثالثا: المرحلة الثانية لتأسيس حزب الأمة
ـ 3 نوفمبر 2011 :
في إطار نضاله المستمر من اجل الحصول على الترخيص القانوني وانتزاع حقه في التنظيم والتعبير نظم حزب الأمة ندوة صحفية تحت شعار: «لا تنازل عن الحق في التعبير والتنظيم»، بمقر هيئة المحامين بالرباط واعلن من خلالها عن تأسيس لجنة تحضيرية لتأسيس حزب الأمة من جديد
21 مارس 2012
تفاديا لإنكار وزارة الداخلية كما وقع في السابق (التأسيس الأول سنة 2007) تم الاستعانة بالمفوض القضائي، حيث وضع ملف التصريح بتأسيس حزب الأمة لدى مصالح وزارة الداخلية عن طريق المفوض القضائي السيد مبارك بورابح الذي تسلم وصلا مؤرخا ومختوما عن إيداع الملف المذكور طبقا لما هو منصوص عليه في المادة 6 من القانون التنظيمي29.11 الصادر بتاريخ 22 أكتوبر 2011 في شأن الأ حزاب السياسية
ـ 16 أبريل 2012
صدر مستخرج من ملف التصريح بتأسيس حزب الأمة بالجريدة الرسمية بتاريخ 16 أبريل 2012 عدد 6039. ولقد مرت ستين يوما من تاريخ إيداع ملف تأسيس الحزب ولم نتوصل بإشعار المطابقة.
ـ 14 مايو 2012: عرقة تأسيس الحزب من جديد
وزارة الداخلية قدمت طلب يرمي إلى رفض التصريح بتأسيس حزب الأمة إلى المحكمة الإدارية بالرباط، علم أعضاء حزب الأمة بالخبر بعد مراسلة وزير الداخلية
ـ 28 ماي 2012:
الأعضاء المصرحون بتأسيس حزب الأمة راسلوا وزير الداخلية من أجل تمكين الحزب من إشعار المطابقة
اللجنة التحضيرية لحزب الأمة عن طريق المفوض القضائي السيد مبارك بورابح، حيت تم إخباره من طرف مصالح وزارة الداخلية المختصة بأن ملف حزب الأمة أحيل على القضاء
ـ 20 يونيو 2012 : عدم احترام الآجال القانونية
عقدت المحكمة الإدارية الابتدائية أول جلسة للنظر في قضية ملف حزب الأمة بعد مرور أكثر من شهر على الرغم من التنصيص في القانون التنظيم للأحزاب السياسية رقم 29.11 الصادر بتاريخ 22 أكتوبر 2011 في مادته 7 أن المحكمة تبت وجوبا في الطلب داخل أجل خمسة عشر يوما من تاريخ إيداعه بكتابة ضبطها.
ـ 16 يونيو 2012
اللجنة التحضيرية لتأسيس حزب الأمة وإعداد الملف للمرة الثانية تنظم تجمعا خطابيا تحت شعار«حرية التعبير والتنظيم أساس البناء الديمقراطي»
ـ 28 يونيو 2012
أصدرت المحكمة الإدارية بالرباط قرارا رقم 2770 في الملف الإداري رقم 2012/12/256 قضى برفض طلب وزير الداخلية الرامي إلى إلغاء تأسيس حزب الأمة
ـ 15 غشت 2012
قدمت وزارة الداخلية الطعن بالاستئناف ضد الحكم الابتدائي الذي كان لصالح حزب الأمة
ـ 9 شتنبر 2012
على اثر استئناف وزارة الداخلية الحكم الابتدائي الصادر لفائدة حزب الأمة وتواصل إجهازها المنهجي على الحريات السياسية بالمغرب، حزب الأمة يصدر بيانا أعلن فيه تشبثه بحقه في التنظيم والتعبير وأعلن صموده وعزمه على النضال من أجل نيل حقه
ـ 3 أكتوبر 2012
عقدت المحكمة الإدارية الاستئنافية أول جلسة للنظر في قضية ملف حزب الأمة بعد مرور أكثر من شهر ونصف على الطعن بالاستئناف على الرغم من التنصيص في القانون التنظيم للأحزاب السياسية رقم 29.11 الصادر بتاريخ 22 أكتوبر 2011 في مادته 7 أن المحكمة تبت وجوبا في الأمر داخل أجل خمسة عشر يوما من تاريخ إحالة الملف عليها.
ـ 10اكتوبر 2012
عقدت المحكمة الجلسة الثانية للنظر في ملف حزب الأمة، ويتم تأجل القضية من جديد من طلب دفاع وزارة الداخلية بعدما تم تنصيب محام جديد للدفاع عن وزارة الداخلية
ـ 31 أكتوبر 2012
أجلت محكمة الاستئناف الإدارية بالرباط النظر في ملف حزب الأمة، للمرة الثالثة على التوالي إلى الأربعاء المؤرخ في 7 نونبر 2012، وذلك بطلب من دفاع وزارة الداخلية للاطلاع على المذكرة الجوابية التي تقدم بها حزب الأمة.
ـ 7 نوفمبر 2012
طالب المفوض الملكي، في تدخله أمام المحكمة، بتأييد الحكم الصادر عن المحكمة الإدارية لصالح حزب الأمة في الدعوى التي أقامتها وزارة الداخلية ضده من أجل رفض التصريح بتأسيس الحزب. وأكد المفوض الملكي، في مرافعته أمام محكمة الاستئناف الإدارية بالرباط يوم 7 نوفمبر 2012، أن النظر في هذه القضية يقتضي استحضار المواثيق والمعاهدات الدولية، موضحا أن إعطاء السلطة التقديرية للحكومة في مجال تأسيس الأحزاب مخالف لهذه المواثيق، ومضيفا أن ممارسة الحرية غير مقيده إلا بما هو منصوص عليه في الدستور
ـ28 نوفمبر 2012: الارتباك في إصدار القرار الاستئنافي
```
أدرجت محكمة الاستئناف ملف حزب الأمة في جلساتها الصباحية للنطق بالحكم، وعلى الساعة العاشرة حضر مناضلو الحزب وممثلي هيئة الدفاع النقيب عبد الرحمان بنعمرو والنقيب عبد الرحيم الجامعي، لمعرفة قرار الهيئة، وبعد بداية الجلسة لم يتم النطق بالحكم فتقدم السيد بنعمرو إلى رئيس الجلسة لاستفساره، فأخبره الرئيس بأن المداولة تم تمديدها إلى بعد الزوال، بعد الزوال حضر مناضلو الحزب إلى المحكمة لمعرفة منطوق الحكم، وانتظروا إلى الساعة السابعة مساء، حيث حضر إلى القاعة الرئيس الأول واخبر الحاضرين بأن المداولة تم تمديدها إلى اليوم الموالي نظرا لانصراف بعض قضاة الهيئة (رئيس الجلسة والمقرر).
```

29 نوفمبر 2012
تقدم أحد المصرحين لتأسيس حزب الأمة إلى السيد رئيس الجلسة لمعرفة مآل ملف حزب الأمة، فأخبره بأن النطق بالحكم سيكون على الساعة الثالثة بعد الزوال، وفي الوقت المحدد تم إخبار المصرحين بمنطوق الحكم القاضي بإلغاء الحكم الابتدائي وبالتالي إبطال عملية التأسيس.
09 دجنبر 2012
اللجنة التحضيرية لحزب الأمة تجتمع وتصدر بيانا تعتبر فيه القرار سياسيا وغير عادل وقرر الاستمرار في دورة عادية مفتوحة إلى حين تبلور الخيارات المناسبة لمواجهة الموقف سياسيا وقانونيا وحقوقيا ونضاليا.

## مدخل تعريفي بحزب الأمة
حزب الأمة حزب سياسي وطني مغربي، يعتمد المرجعية الإسلامية ويلتزم باختيارات الأمة. وهو حزب اجتماعي، نهضوي تجديدي، ديمقراطي، ومنفتح على أسئلة العصر وقضاياه وتحدياته، وبذلك فهو:
-	بمقتضى وطنيته ومغربيته، يستحضر الخصائص الحضارية والتاريخية والجغرافية والتراثية للمغرب، ويتمسك بكل حبة رمل من ترابه ويرفض التفريط فيها، ويحرص على معالجة إشكالياته المختلفة في إطار الوحدة الحضارية والوطنية، لا يتنكر لتاريخ المغرب المشرق، ويعتبر أن التاريخ يبنى أيضا بالتراكم. والحزب، بهذا المقتضى، يسعى ليكون امتدادا للجوانب المشرقة والإيجابية في هذا التاريخ .
- إذ يعتز باعتماده المرجعية الإسلامية، فهو يستند في ذلك إلى فهم وسطي ويعتمد قراءة مقاصدية وتجديدية للإسلام والتراث وما يقتضيه ذلك من إعادة الاعتبار للعقل وتوسيع مساحته في النظر والتنزيل ومن انفتاح على المكتسبات الإيجابية للخبرة الحضارية الإنسانية، وهو بالنتيجة يقر بنسبية الاجتهاد الذي يعبر عنه.
- إذ يلتزم باختيارات الأمة، فهو يعتبر نفسه معنيا بقضاياها في الوحدة والحرية والكرامة والاستقلال والنهضة والتنمية. كما يعلن، أيضا، انتماءه إلى الخط التحرري المنحاز إلى القضايا العادلة للشعوب.
-	بمقتضى توجهه الاجتماعي، يلتزم بالعمل من أجل تحقيق مطالب الشعب المغربي في الأمن والعيش الآدمي الكريم والعدالة الاجتماعية والتوزيع العادل للثروة والحق في التشغيل والتنمية الشاملة والمندمجة.
-	بمقتضى توجهه النهضوي والتجديدي، يؤكد التزامه بتحرير التراث من قيوده التاريخية وبالانفتاح على منجزات ومكتسبات الخبرة الحضارية الإنسانية وبإصلاح التعليم وتطوير البحث العلمي والرقي بمستوى التنمية البشرية وبالخروج من ضيق الجمود والتقليد إلى رحابة الاجتهاد والتجديد وبالإصلاح السياسي والمؤسساتي للرقي بمستوى أداء مختلف السلطات وبما يحقق مزيدا من الفصل المتوازن بينها.
- بمقتضى توجهه الديمقراطي والحقوقي، يؤكد التزامه بترسيخ الديمقراطية وكفالة الحقوق وبسط الحريات واحترام حقوق الإنسان والمواطنة وبترسيخ الدولة التعاقدية والقانونية والحقوقية والتداول السلمي للسلطة. ويعلن، بناء على ذلك، التزامه الحاسم بالآلية الديمقراطية على مستوى الذات في اختيار المؤسسات وتحديد المسؤوليات واتخاذ القرارات ، وأيضا على صعيد العلاقة مع الآخر.
-	بمقتضى توجهه الانفتاحي، يشدد على التواصل والتعارف والحوار والتعاون مع الآخر.
وبالمجمل، ينطلق حزب الأمة من المرجعيات المعيارية التي تنهل من المرجعية الإسلامية التي يعتمدها في مقاربته التجديدية للمسألة السياسية وهذه المرجعيات هي:
1.	المعيارية الإنسانية.
2.	المعيارية الحقوقية.
3.	المعيارية الديمقراطية.
4.	المعيارية النهضوية.
على قاعدة هذه الأسس والمبادئ والمرجعيات المعيارية، تقوم ثوابت الحزب في العمل السياسي على مبادئ راسخة وهي:
-	العمل في إطار القانون.
-	الوضوح الفكري والسياسي والاستراتيجي.
-	التدافع السلمي المدني في تدبير الاختلاف وتوسل الأساليب السلمية في القول والعمل.
-	الآلية الديمقراطية في العلاقات الداخلية للحزب وفي العلاقة بالآخر.
-	الاستقلالية في اتخاذ القرارات وتحديد العلاقات.
-	الانفتاح على كل الفعاليات والتنظيمات والمجموعات الراغبة في الانضمام إليه أو التعاون معه على الخير والصالح العام شرط ألا يكون هناك أي إخلال بنظاميه الأساسي والداخلي في حالة الانضمام إليه.
-	الإيجابية أي أن الحزب لا يجد نفسه في الأطروحات العدمية، ويرى أن بلادنا بحاجة إلى خطاب سياسي جديد يعيد قراءة الواقع تثمينا لإيجابياته ودفعا لسلبياته، خطاب يقوم على بعث الأمل في الإصلاح والتغيير بدل نشر ثقافة اليأس والإحباط.

## مميزات حزب الأمة
نعتبر في حزب الأمة أن تأسيس حزب سياسي مسؤولية لها تبعات والتزامات، وأنه سؤال في مبررات الوجود التنظيمي والسياسي أي في القيمة المضافة للمشهد السياسي المغربي. نحن لا نريد أن نزيد فقط في عدد الأحزاب، فهويتنا السياسية من حيث المبدأ مع تعددية سياسية حقيقية تعكس تعدد البرامج وتنوع الاجتهادات لا تعددية حزبية تعكس تعدد الزعامات والولاءات.
إن العنوان الجامع لقيمتنا المضافة المنتظرة يكمن أولا في العمل على تلبية الحاجات السياسية لواقع الممارسة السياسية ببلادنا، وهي متنوعة منها إعادة الاعتبار للمعرفة والأخلاق في العمل السياسي، وللوظيفة الاقتراحية للحزب ولدوره في تحديد جدول الأعمال السياسي الوطني، وإدماج مفاهيم الجودة في تدبير وتقويم الأداء التنظيمي والسياسي، والتدبير الديمقراطي والمدني والحضاري للاختلاف وبناء علاقة تواصلية وتعاقدية ونقدية بين الحزب وأعضائه من جهة، وبين الحزب وعموم المواطنين، علاقة مبنية على الاحترام والمسؤولية والمحاسبة. إننا مع حزب سياسي يقول ما يفعل ويفعل ما يقول وينبذ المنهج الذرائعي ويُسْألُ عما يفعل من قبل أعضائه ومناصريه وعموم المواطنين فيما يتعلق بالتعهدات والالتزامات والمواثيق .
-	على مستوى المرجعية، نحن نقارب السؤال السياسي إجمالا مقاربة تستند إلى المرجعية الإسلامية وأيضا إلى مرجعيات معيارية أخرى كالمرجعية الإنسانية «المرء أخ لك في الدين أو نظير لك في الخلق»، أو المرجعية الديمقراطية أو المرجعية الحقوقية أو المرجعية النهضوية.
-	أما على مستوى نظرية الحزب، فالحزب بالنسبة لنا يتأسس على نظرية واضحة مفادها أن المجتمع سابق على الدولة والدولة هي إجراء لاحق، لقد جاءت الدولة لتنظم الاجتماع السياسي للمجتمع، ولذلك عندما نتأمل تاريخ المسلمين نجد أن الأمة كانت أولا وجاءت الدولة لاحقا، إذن المفترض في الدولة أن تعبر عن المجتمع وعن آماله وطموحاته، بمعنى أن تكون الدولة دولة المجتمع وفي خدمته. على هذا الأساس نقول بأن دور الحزب هو أن يسهر بالضبط على مدى احترام الدولة لإرادة هذا المجتمع وآماله وطموحاته، ونعتبر بأن الحزب الذي يتخلى عن هذه الوظيفة ويصبح أداة في خدمة الدولة لا في خدمة المجتمع يكون قد تخلى عن فكرته كحزب. من هنا نحن نعتبر أن الحزب لا يمكن أن يكون حزبا حقيقيا إلا إذا كان حزبا مستقلا عن الدولة، ومتعاقدا مع المجتمع على اعتبار أن حضنه الطبيعي هو المجتمع، ولذلك من المفترض أن يكون دائما قريبا من هذا المجتمع. ولأن مبرر وجود الدولة هو المجتمع فإن حزب الأمة يرى بناء على ذلك أن أبرز وظيفة له تكمن في توسيع حصة المجتمع في السلطة والقرار.
-	تميز الحزب يهم أيضا تجديد الفكر السياسي الإسلامي فيما يتعلق بالنظر إلى ما نصطلح على تسميته بفقه الغلبة والذي نعمل على تحرير الوعي الديني منه لصالح فقه الاختيار أي فقه المشاركة الشعبية في السلطة والقرار.
-	نؤكد أن السياسة في المرجعية الإسلامية من قضايا الاجتهاد وتحتمل التعدد والتنوع، لذلك فإن وحدة المرجعية لا تعني وحدة الاجتهاد ولا تؤدي بالضرورة إلى وحدة التنظيم.

## مقاربة الحزب لمسألة الديني والسياسي
-	إن أحد القيم المضافة لحزبنا هي مساهمته في تقديم مقاربة نهضوية لسؤال العلاقة بين الديني والسياسي في العمل السياسي. فمحددات هذه العلاقة في مشروعنا السياسي هي:
-	أولا، إن السياسة في الإسلام من القضايا المخولة إلى نظر الخلق أي هي من قضايا الاجتهاد، ولذلك كان مدارها على الاستصلاح أي طلب المصلحة ودفع المضرة. فالتصرف بالإمامة في الإسلام تصرف مدني اجتهادي في إطار المرجعية الإسلامية. وبذلك فالإسلام إذ يميز بين الدين والسياسة، فإنه لا يفصل بينهما لأن السياسة استصلاح، واعتبار مقادير المصالح والمفاسد يكون بميزان الشرع.
-	ثانيا، إذا كان الديني ثابتا ومقدسا، فإن السياسي متغير ونسبي يخضع لقانون الخطأ والصواب لا لقانون الحلال والحرام.
-	ثالثا، إن الدولة في المرجعية الإسلامية دولة مدنية والمجتمع هو مبرر وجودها على اعتبار أن وجود المجتمع سابق عن وجود الدولة والدولة إجراء لاحق لتنظيم الاجتماع السياسي للمجتمع.
-	رابعا، تقتضي مدنية الدولة وجوبا مدنية الحزب السياسي أي مدنية برنامجه السياسي، وبالتالي وجب التمييز بين الطبيعة السياسية المدنية للحزب بمعنى بحثه الدائم والمستمر على جلب المصالح ودرء المفاسد، وبين مرجعية الحزب التي تحدد معايير ذلك البحث.
-	خامسا، إن الاعتقاد الديني ليس شرطا في المواطنة أو الانتماء للوطن في المرجعية الإسلامية، وبالتالي فإن وضع غير المسلمين في إطار الدولة هو وضع المواطنين.
-	أما نتائج هذه المقاربة فهي أن اعتماد المرجعية الإسلامية من قبل حزب سياسي لا تخول له إضفاء أية قداسة على بيانه وعمله لأن التصرف السياسي تصرف مدني وكل تصرف مدني هو بالضرورة نسبي وكل ما هو نسبي يحتمل الصواب كما يحتمل الخطأ.
-	بالنسبة لعلاقة العام والخاص في مشروعنا السياسي، فتتحدد من خلال اختيارنا للأمة كعنوان لحزبنا. فللأمة بالنسبة لنا معنيان خاص وعام:
-	أما الخاص فهو الأمة المغربية بكل أبعاد هويتها الحضارية والوطنية والبعد الوطني المغربي للحزب يقتضي ثلاثة أمور: الأول: التأكيد على الحدود الجغرافية الحقة للمغرب، الثاني: الاعتراف بالتنوع الحضاري والثقافي في عناصر هويتنا المغربية والثالث هو إقرار مبدأ المواطنة في الانتماء إليه.
-	أما المعنى العام فهو الأمة الإسلامية. ونقصد بذلك أن هويتنا المغربية هي هوية تعلن انتماءها إلى الأمة الإسلامية بمعنى أنها لا تغرق في قُطريتها وفي نفس الآن لا تنسى الشروط الواقعية التي تشتغل في إطارها .. ففلسطين ، في منظورها، قضية مغربية وطنية مركزية كما هي قضية العدالة الاجتماعية والإصلاح السياسي والدستوري وغيرها.. وعليه، فإن أولوياتنا كما تتحدد مغربيا تتحدد أيضا بمستوى التهديد الحضاري الذي تواجهه أمتنا .. ومن تم لم يكن اختيارنا للأمة كعنوان لحزبنا إلا للاهتمام الخاص الذي نوليه لقضايا الأمة في مشروعنا السياسي العام. لقد اخترنا الانتماء للأمة كمحدد في هويتنا العامة، ومعناه أننا نجد أنفسنا في جبهة المقاومة لمشاريع الهيمنة والتطبيع والتطويع.
أهداف الحزب:
-	يحرص حزب الأمة على تحقيق الأهداف التالية:
-	الدفاع عن الهوية الحضارية للشعب المغربي والعمل على صيانة التراث الحضاري النير للمغرب بكل أبعاده المتنوعة.
-	الإسهام في تنظيم المواطنين وتمثيلهم بما يخدم المصالح العامة للمغرب دولة ومجتمعا، والعمل على نشر التربية السياسية ومشاركة المواطنين في الحياة العامة، وتأهيل نخب قادرة على تحمل المسؤوليات العمومية وتنشيط الحقل السياسي.
-	العمل من أجل تطبيق برنامجه عبر ممثليه داخل مؤسسات الدولة.
-	العمل على محاربة كل أشكال التمييز العنصري أو العرقي أو الديني أو اللغوي أو الثقافي أو السياسي.
-	المشاركة الفاعلة في تدبير الشأن العام للشعب المغربي بطرق ديمقراطية والحرص على تحقيق التنمية الشاملة.
-	تثبيت دعائم دولة الحق والقانون وإشاعة الحريات واحترام الإنسان وتعزيز الديمقراطية وإقرار حقوق المواطنة.
-	العمل على صيانة الوحدة الترابية واستكمال تحرير باقي الأراضي المغربية المستعمرة.
-	إشاعة ثقافة العمل والبناء والتشارك في بلورة وتنفيذ برامج المشروع النهضوي.
-	تعبئة كل الطاقات والمقدرات المغربية من أجل التنمية الشاملة.
-	العمل على تحقيق العدالة الاجتماعية والمساواة القانونية وترسيخ مبدأ تكافؤ الفرص لجميع أفراد المجتمع دون تمييز.
-	تقوية التماسك الاجتماعي من خلال العناية بالأسرة والأمومة والطفولة والمحافظة على القيم الأخلاقية والروحية وتعزيزها في واقع حياة المجتمع.
-	ضمان جميع الحقوق المشروعة للمرأة لأداء دورها التكاملي في بناء المجتمع وصيانة كرامتها وحريتها وحقوقها.
-	ترسيخ قيم الحوار والتعاون على الصعيد الوطني والإقليمي والدولي ودعم الجهود الوحدوية بين الشعوب العربية والإسلامية.
-	دعم قضايا التحرير والتحرر العادلة.
المصادر المعتمدة في هذه المقالة:
النظام الأساس للحزب
البرنامج السياسي للحزب
الورقة المذهبية للحزب
مقالات القيادات السياسية للحزب: محمد المرواني، عبد الرحيم الشهبي، أحمد بوعشرين....
البيانات والبلاغات الصادرة عن قيادة الحزب
مواقف الأحزاب السياسية المساندة للحزب من اجل انتزاع حقه في التنظيم والتعبير
مواقف المنظمة الحقوقية الوطنية
كل هذه الوثائق منشورة في الموقع الرسمي للحزب :aloummah.org